# Bębnów (województwo świętokrzyskie)
Bębnów – wieś sołecka w Polsce położona w województwie świętokrzyskim, w powiecie koneckim, w gminie Gowarczów.
W latach 1975–1998 miejscowość administracyjnie należała do województwa radomskiego.
Wierni kościoła rzymskokatolickiego należą do parafii św. Mikołaja w Końskich.

## Historia
Wieś znana już w wieku XV. Bębnów, dawniej także Bambnow, wieś, pow. koneckim.
W dokumentach z 1369 roku wymieniona jako część dóbr Końskie. (Kod. Małopolski, III, 231).
Wchodzi w skład dóbr Końskie, należących do rodu Odrowążów. W 1421 roku na skutek działu pośród trzech braci dziedziców na Końskich, średni z nich Jan Odrowąż otrzymał Bębnów, Nieśwień i Niekłań.
Potomkowie Jana Odrowąża przybrali nazwiska Odrowążów Bębnowskich i Nieświńskich. W 1468 roku rozgraniczone były: Bębnów i Nieśwień od Modliszewic, Procwinia, Skroniny i Sędowa. (Kapica, Herbarz 6, 7).
Bębnów w XIX wieku stanowił wieś w powiecie koneckim, gminie Gowarczów, parafii Końskie.
Według spisu miast, wsi, osad Królestwa Polskiego z 1827 roku było tu 26 domów i 170 mieszkańców.
W czasach I wojny światowej wieś znajdowała się w obszarze zaboru rosyjskiego. Do dziś w okolicach zachowały się brukowane drogi budowane przez żołnierzy.
W czasach II wojny światowej Bębnów znajdował się na terenie Generalnego Gubernatorstwa. Po II wojnie światowej, około 1950 roku mieszkańcy zostali wysiedleni na tereny zachodnie tzw.(ziemie odzyskane), a grunty wsi zostały zajęte przez wojsko na poligon. Pod koniec lat 50. rozpoczęło się ponowne osiedlanie miejscowości.
W dniu 20 lipca 1969 roku została powołana do życia Ochotnicza Straż Pożarna w Bębnowie, a dnia 22 lipca 1974 roku oddano do użytku nowo wybudowaną remizę OSP.
Od listopada 2010 roku w miejscowości działa zespół ludowy Bębnowianka, kultywujący tradycje muzyczne regionu opoczyńsko-świętokrzyskiego.
W odległości 1 km od miejscowości Bębnów w kierunku Końskich znajduje się Cmentarz Żołnierzy Armii Czerwonej, poległych w czasie II Wojny Światowej na ziemi koneckiej. Szacunkowo pochowanych jest tu ok. 15 300 osób, (244 żołnierzy AK i ponad 15 000 bezimiennych radzieckich jeńców zamordowanych w latach 1941-1943).

## Położenie
Miejscowość leży przy drodze nr 728, i oddalona jest 50 km od Kielc, 6 km od Końskich oraz 5 km od Gowarczowa. Bębnów podzielony jest na ulice: Główną, Wschodnią, Lipową, Strażacką, Zieloną, Leśną, Północną, Południową,Polną, Wrzosową i Słoneczną.

## Religia
W miejscowości znajduje się Kaplica Rzymskokatolicka pod wezwaniem Miłosierdzia Bożego.

## Walory turystyczne
Wieś Bębnów leży u podnóża Wzgórz Opoczyńskich. Naturalnym walorem są liczne lasy i łąki otaczające miejscowość ze wszystkich stron. Przez miejscowość przepływa rzeczka Młynkowska, prawobrzeżny dopływ Czystej. 